# Hoogte Honderd
Hoogte Honderd of Hoogtepunt Honderd (Frans: Altitude Cent) is een plaats en wijk in de Belgische gemeente Vorst in het Brussels Hoofdstedelijk Gewest. De plaats ligt juist honderd meter boven de zeespiegel. Op de hoogte ligt het Hoogte Honderdplein (Place de l'Altitude Cent), een rotonde rond de Sint-Augustinuskerk, van waaruit acht rechte lanen uitstralen. De plaats ligt net ten oosten van het Dudenpark.

## Geschiedenis

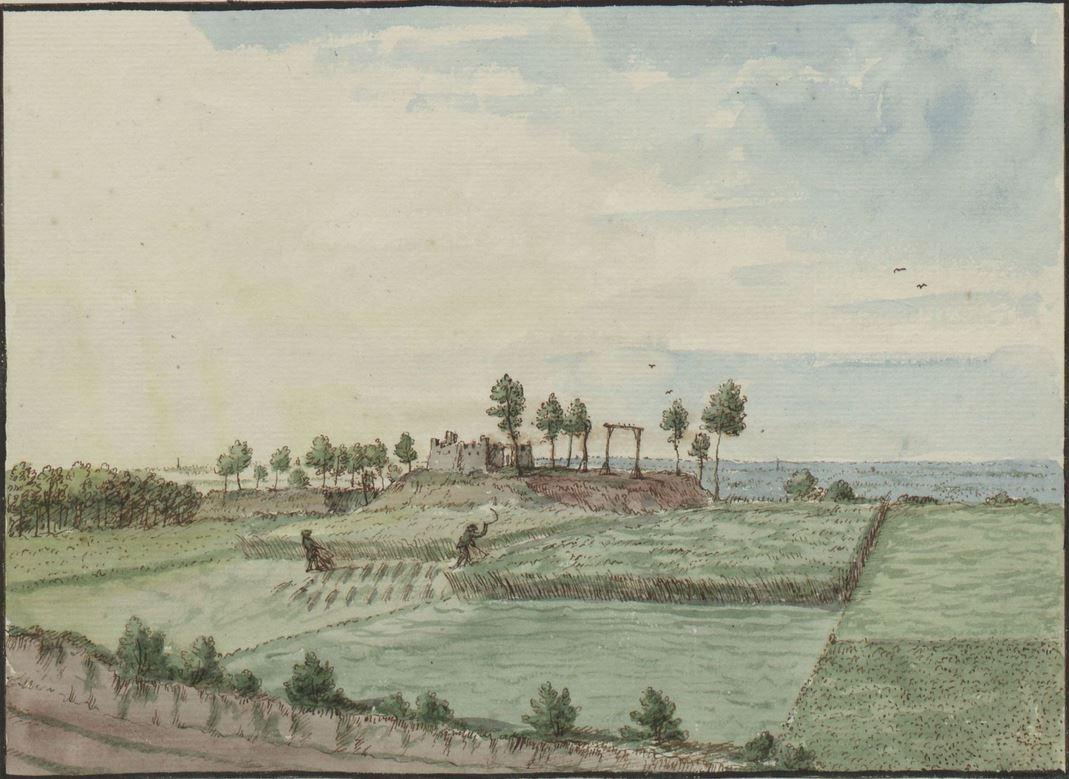
Flotsenberg ca. 1700 door Hendrik van Wel

### Galgenveld
De plaats ligt bij wat vroeger de Flotsenberg werd genoemd. Deze naam verscheen al in de 13e eeuw als Spilotsenberghe. Ter hoogte van de huidige Cervantesstraat bevond zich reeds in 1233 het galgenveld van Brussel. In 1440 werd deze terechtstellingsplaats door Willem de Vogel verbouwd tot een driehoekige muurconstructie met openingen en kantelen. De galgen en raderen waren beschermd zodat vallende lijken niet zouden worden opgegeten door honden en andere dieren. Er was ook een kapel en een huisje voor de biechtvader van de veroordeelden. In 1528 werd de lutheraan Lambrecht Thorn hier begraven onder de galg.

### Verstedelijking
In 1900 werd hier een nieuwe Sint-Augustinusparochie opgericht en werd een kapel opgetrokken. In 1908 werden gronden ter beschikking gesteld voor een nieuwe, definitieve kerk, die in het midden van een rond punt op de hoogte zou gebouwd worden. In 1914 keurde de kerkfabriek de bouw van een kerk in byzantijnse stijl goed en het gemeentebestuur en het Duitse bestuur lieten ondanks de Eerste Wereldoorlog de grondwerken toe. Toch werd dit in 1916 ingetrokken en werden de werken stilgelegd. Begin jaren 30 werden de werken weer opgenomen en de kerk werd van 1933 tot 1935 gebouwd. Pas tegen 1950 was de kerk echt afgewerkt.

## Bezienswaardigheden

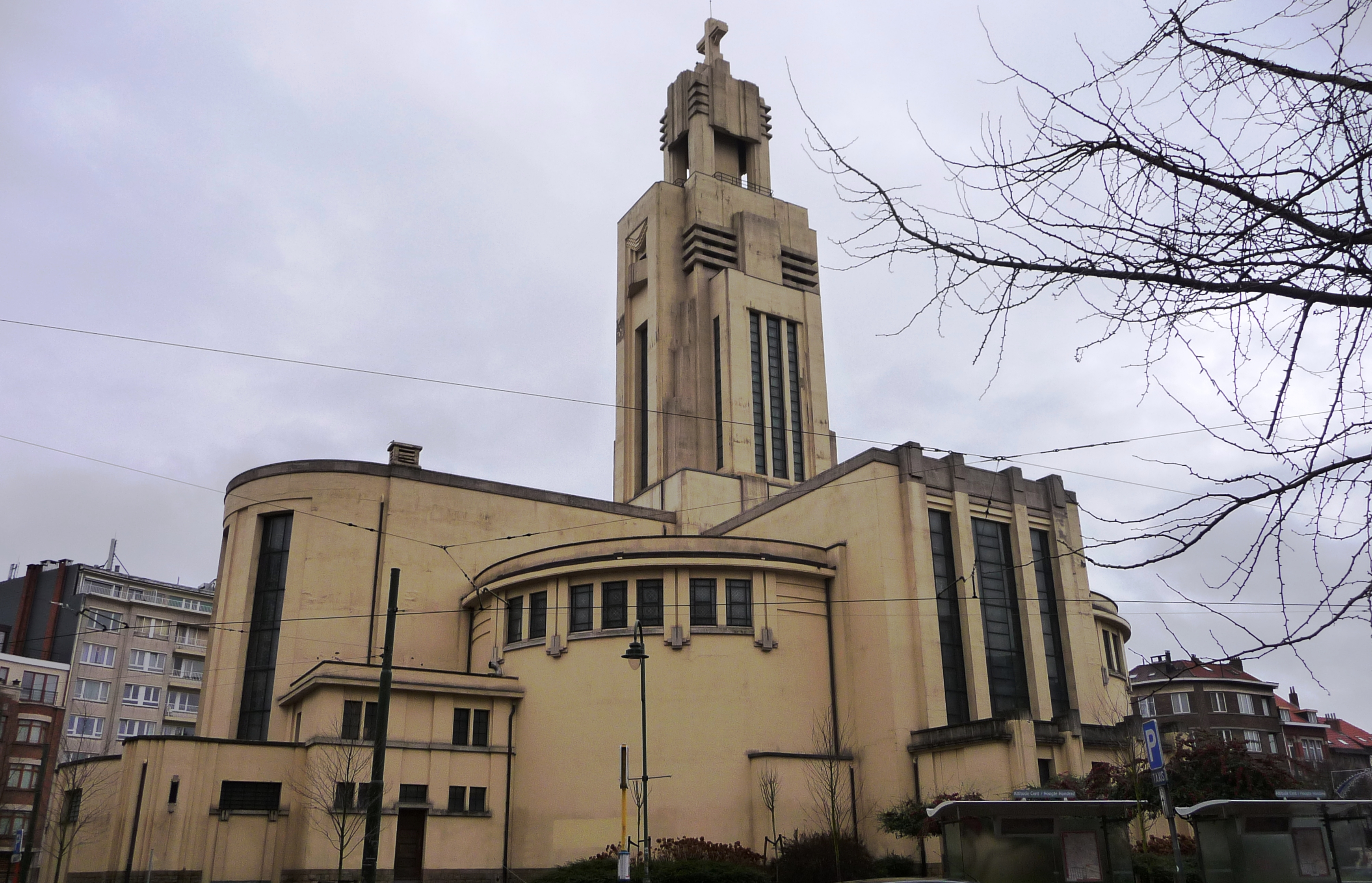
Sint-Augustinuskerk op Hoogtepunt 100

- de Sint-Augustinuskerk